# Aéroport international de Trichy
L'aéroport international de Trichy ou Aéroport international de Tiruchirappalli (code IATA : TRZ • code OACI : VOTR) est un aéroport international desservant la métropole de Trichy dans l'état de Tamil Nadu en Inde. Il est situé à 5 kilomètres au sud de la ville. L'aéroport de Trichy est un des aéroports du pays se développant le plus rapidement, faisant de lui le troisième plus important de l'état de Tamil Nadu après l'Aéroport international de Chennai et l'Aéroport international de Coimbatore. L'aéroport de Trichy est déclaré Aéroport International le 4 octobre 2012,.
L'aéroport bénéficie d'importants travaux de rénovation et d'agrandissement. Un nouveau terminal est inauguré le 2 janvier 2024 par le premier ministre Narendra Modi. Ce nouveau bâtiment est en capacité d'accueillir 4,4 millions de passagers par an, et 3 500 passagers en heure de pointe.

## Histoire
L'aéroport est construit par les Britanniques durant la Seconde Guerre mondiale et fut d'abord utilisé par la Royal Air Force.

## Situation
| \| 300 km1:23 714 000 \| Delhi Bombay Madras Bangalore Calcutta Hyderabad Cochin Ahmedabad Goa Pune Thiruvananthapuram Calicut Lucknow Guwahati Srinagar Jaipur Bhubaneswar Coimbatore Nagpur Indore Mangalore Visakhapatnam Patna Amritsar Chandigarh Tiruchirappalli Jammu Raipur Bénarès Agartala Port Blair Vadodara Imphal Bagdogra Madurai Bhopal Ranchi Aurangabad Udaipur Leh Tirupati Rajkot Jodhpur Dehradun Dibrugarh Silchar Gaya Cannanore Vijayawada Surate Durgapur Jamnagar Belagavi Hubli-Dharwad Khajurâho Nanded Aizawl Dimapur Agra Bathinda |
| 300 km1:23 714 000 |

## Compagnies aériennes et destinations
| Compagnies         | Destinations |
| ------------------ | --- |
| AirAsia            | Kuala Lumpur |
| Air India Express  | Abou Dabi, Doha-Hamad, Dubaï, Djeddah - Roi-Abdelaziz, Koweït, Mascate, Charjah,Singapour-Changi                     |
| Batik Air          | Kuala Lumpur |
| IndiGo             | Abou Dabi, Bangalore-Kempegowda, Bombay-Chhatrapati-Shivaji, Madras (Chennai), Hyderabad-R. Gandhi, Singapour-Changi |
| Scoot              | Singapour-Changi |
| SriLankan Airlines | Colombo-Bandaranaike                                                                                                 |
| Thai AirAsia       | Bangkok-Don Muang |

Édité le 26/09/2024

## Aéroport-Statistiques
Pour des raisons techniques, il est temporairement impossible d'afficher le graphique qui aurait dû être présenté ici.

Voir la requête brute et les sources sur Wikidata.